# Paghjella
Paghjella (korzikanski za „uparene”, množ. paghjelle) je vrsta polifonijskog narodnog muškog pjevanja s Korzike (Francuska) koje se obično sastoji od osam vrsta rime gdje svaka riječ tvori poetični ritam. Paghjella više naglašava glasove nego riječi, pa su tako njihovi stihovi poprilično oštri, pa čak i nasilni, što odgovara snažnim glasovima. Obično je izvode tri muškarca od kojih svaki ima određenu ulogu:
- A seconda (koji predstavlja mudrost) je vodeći vokal koji pjeva glavnu temu.
- U bassu (koji predstavlja snagu) je najdublji glas koji prati i potpomaže glavnu temu.
- A terza (koji predstavlja ljepotu) je pjevač s najvišim glasom, te on ukrasima (ribuccati) pridonosi bogatstvu pjesme, osobito njezinom raskošnom završetku.

Ovakvo pjevanje zahtjeva simbiozu pjevača koji se odlikuju značajnim improvizacijama, pa tako nema dvije slične paghjella skupine. Paghjella značajno koristi jeku i pjeva se a capella na različitim jezicima, uključujući korzikanski, sardinski, latinski i grčki. Nekad se pjevala isključivo tijekom liturgija, a danas je uglavnom svjetovno pjevanje za svečane, društvene i vjerske prilike; u baru ili seoskom trgu, te kao dio liturgijskih misa i procesija i tijekom poljoprivrednih sajmova.
Glavni način prijenosa je oralno, uglavnom kroz promatranje i slušanje, imitacijom i vježbanjem, najprije putem dječačkih zborova koji izvode svakodnevne liturgijske pjesme, a kasnije u adolescenciji putem lokalnih crkvenih zborova.
Kao najreprezentativniji izraz korzikanske kulture paghjella je upisana na UNESCO-ov popis nematerijalne svjetske baštine u Europi.
Usprkos napora njegovih praktikanata da revitaliziraju svoje repertoare, paghjella je postupno izgubila vitalnost zbog snažnog pada međugeneracijskog prijenosa uzrokovanog iseljavanjem mlađe generacije i posljedičnim osiromašenjem pjevačkog repertoara. Ako se ne poduzmu neke mjere zaštite paghjella će prestati postojati u sadašnjem obliku i preživjet će samo kao turistički proizvod lišen društvenih spona koje mu daju pravo značenje. Zbog toga je 2009. godine paghjella upisana i na popis nematerijalne baštine u opasnosti.

## Vanjske poveznice
- A paghjella  Arhivirana inačica izvorne stranice od 10. ožujka 2007. (Wayback Machine)
- La paghjella, cette machine à remonter dans le temps  Arhivirana inačica izvorne stranice od 10. ožujka 2007. (Wayback Machine)
- Video primjer paghjella pjevanja na youtube